# Trachyopella operta
Trachyopella operta är en tvåvingeart som beskrevs av Rohacek och Marshall 1986. Trachyopella operta ingår i släktet Trachyopella och familjen hoppflugor.
Artens utbredningsområde är Nordkorea. Inga underarter finns listade i Catalogue of Life.